# 普沙雷特回廊
普沙雷特回廊（Cloître de La Psalette）为图尔主教座堂的回廊，文艺复兴风格，建于1840年，由國家古蹟中心管理。1889年列为法国历史古迹。
普沙雷特回廊出现在巴尔扎克的小说《图尔的本堂神甫》（1832年）中。